# Köddingen
Köddingen ist ein Ortsteil von Feldatal im mittelhessischen Vogelsbergkreis.

## Geographische Lage
Köddingen liegt am Vogelsberg im Naturpark „Hoher Vogelsberg“ im Katharinenbachtal. In Ortsnähe befindet sich die Quelle der Schwalm.

## Ortsgeschichte

### Mittelalter
Köddingen wurde erstmals im Jahr 1266 als „Codinghin“ erwähnt, niedergeschrieben in einem Kopialbuch des 14. Jahrhunderts. Das Dorf wird zusammen mit Helpershain erwähnt: „... bona sua sita in villis ... Codinghin et Herfericheshaghain“ (Seine Güter, gelegen in den Dörfern Köddingen und Helpershain). In einer Urkunde von 1462 heißt es „bober dem darffe genant Kadungen“.(Über dem Dorf Kadungen) In beiden historischen Quellen wird die Siedlungsform Dorf für den Ort angegeben. 1266 = villis (Dörfer) und 1462 „darffe“.
Ein Salbuch von 1592 nennt: „Ködingen“. Der Ortsname bezieht auf einen Bewohner der Siedlung, dessen Namen auf „-inga“ endete.
Die erste Kirche wurde Ende des 13. Jahrhunderts erbaut. Sie war der Heiligen Katharina geweiht. 

### Neuzeit
Im Jahre 1807 erfolgte ein Neubau des Gotteshauses, der 1810 eingeweiht wurde.
Die Statistisch-topographisch-historische Beschreibung des Großherzogthums Hessen berichtet 1830 über Köddingen:

„Köddingen (L. Bez. Alsfeld) evangel. Filialdorf; liegt im Vogelsberg, 3 St. von Alsfeld, so wie an der Felda, hat 101 Häuser und 592 Einwohner, die außer 1 Katholiken evangelisch sind. Man findet 4 Mahlmühlen, womit 2 Oelmühlen verbunden sind, und 1 Hof, der Völgersberger Hof genannt.“

Hessische Gebietsreform (1970–1977)
Am 31. Dezember 1971 wurden im Zuge der Gebietsreform in Hessen die bis dahin selbstständigen Gemeinden Ermenrod, Groß-Felda, Kestrich, Köddingen, Stumpertenrod, Windhausen und Zeilbach zur neuen Großgemeinde Feldatal zusammengeschlossen.

### Verwaltungsgeschichte im Überblick
Die folgende Liste zeigt die Staaten und Verwaltungseinheiten, denen Köddingen angehört(e):

- vor 1567: Heiliges Römisches Reich, Landgrafschaft Hessen, Amt Ulrichstein, Gericht Felda
- ab 1567: Heiliges Römisches Reich, Amt Ulrichstein (Söhne der Margarethe von der Saale)
- ab 1570: Heiliges Römisches Reich, Landgrafschaft Hessen-Marburg, Amt Ulrichstein, Gericht Felda[12]
- 1604–1648: Heiliges Römisches Reich, strittig zwischen Landgrafschaft Hessen-Darmstadt und Landgrafschaft Hessen-Kassel (Hessenkrieg)
- ab 1604: Heiliges Römisches Reich, Landgrafschaft Hessen-Darmstadt, Amt Ulrichstein, Gericht Felda[13]
- 1787: Heiliges Römisches Reich, Landgrafschaft Hessen-Darmstadt, Oberfürstentum Hessen, Amt Ulrichstein, Gericht Felda[14]
- ab 1806: Großherzogtum Hessen,[Anm. 2] Fürstentum Oberhessen, Amt (und Gericht ab 1803) Ulrichstein[15][16]
- ab 1815: Großherzogtum Hessen, Provinz Oberhessen, Amt und Gericht Ulrichstein[17]
- ab 1821: Großherzogtum Hessen, Provinz Oberhessen, Landratsbezirk Romrod[18][Anm. 3]
- ab 1829: Großherzogtum Hessen, Provinz Oberhessen, Landratsbezirk Alsfeld (Amtssitzverlegung)
- ab 1832: Großherzogtum Hessen, Provinz Oberhessen, Landkreis Alsfeld
- ab 1838: Großherzogtum Hessen, Provinz Oberhessen, Kreis Grünberg
- ab 1848: Großherzogtum Hessen, Regierungsbezirk Alsfeld
- ab 1852: Großherzogtum Hessen, Provinz Oberhessen, Kreis Alsfeld
- ab 1867: Norddeutscher Bund,[Anm. 4] Großherzogtum Hessen, Provinz Oberhessen, Kreis Alsfeld
- ab 1871: Deutsches Reich, Großherzogtum Hessen, Provinz Oberhessen, Kreis Alsfeld
- ab 1874: Deutsches Reich, Großherzogtum Hessen, Provinz Oberhessen, Kreis Schotten
- ab 1918: Deutsches Reich (Weimarer Republik), Volksstaat Hessen, Provinz Oberhessen, Kreis Schotten
- ab 1938: Deutsches Reich, Volksstaat Hessen, Landkreis Alsfeld[19][Anm. 5]
- ab 1945: Amerikanische Besatzungszone,[Anm. 6] Groß-Hessen, Regierungsbezirk Darmstadt, Landkreis Alsfeld
- ab 1946: Amerikanische Besatzungszone, Hessen, Regierungsbezirk Darmstadt, Landkreis Alsfeld
- ab 1949: Bundesrepublik Deutschland, Hessen, Regierungsbezirk Darmstadt, Landkreis Alsfeld
- ab 1972: Bundesrepublik Deutschland, Hessen, Regierungsbezirk Darmstadt, Vogelsbergkreis, Gemeinde Feldatal
- ab 1981: Bundesrepublik Deutschland, Hessen, Regierungsbezirk Gießen, Vogelsbergkreis, Gemeinde Feldatal

### Gerichte seit 1803
In der Landgrafschaft Hessen-Darmstadt wurde mit Ausführungsverordnung vom 9. Dezember 1803 das Gerichtswesen neu organisiert. Für das Fürstentum Oberhessen (ab 1815 Provinz Oberhessen) wurde das „Hofgericht Gießen“ eingerichtet. Es war für normale bürgerliche Streitsachen Gericht der zweiten Instanz, für standesherrliche Familienrechtssachen und Kriminalfälle die erste Instanz. Übergeordnet war das Oberappellationsgericht Darmstadt. Die Rechtsprechung der ersten Instanz wurde durch die Ämter bzw. Standesherren vorgenommen und somit war für Köddingen das Amt Ulrichstein zuständig. Nach der Gründung des Großherzogtums Hessen 1806 wurden die Aufgaben der ersten Instanz 1821–1822 im Rahmen der Trennung von Rechtsprechung und Verwaltung auf die neu geschaffenen Land- bzw. Stadtgerichte übertragen. Köddingen fiel in den Gerichtsbezirk des Landgerichts Alsfeld. Durch Verfügung des Großherzoglich Hessischen Ministerium des Innern und der Justiz wurde am 1. Dezember 1838 Köddingen an den Bezirk des neu errichteten Landgerichts Ulrichstein abgetreten.
Anlässlich der Einführung des Gerichtsverfassungsgesetzes mit Wirkung vom 1. Oktober 1879, infolge derer die bisherigen großherzoglichen Landgerichte durch Amtsgerichte an gleicher Stelle ersetzt wurden, während die neu geschaffenen Landgerichte nun als Obergerichte fungierten, kam es zur Umbenennung in „Amtsgericht Ulrichstein“ und Zuteilung zum Bezirk des Landgerichts Gießen.
1943 verlor das Amtsgericht Ulrichstein seine Selbständigkeit und wurde zur Zweigstelle des Amtsgerichts Schotten. Mit Wirkung zum 1. Juli 1968 erfolgte die Auflösung des Amtsgerichts Schotten und Köddingen kam zum Gerichtsbezirk des Amtsgerichts Alsfeld.

## Bevölkerung

### Einwohnerstruktur 2011
Nach den Erhebungen des Zensus 2011 lebten am Stichtag dem 9. Mai 2011 in Köddingen 405 Einwohner. Darunter waren 6 (1,5 %) Ausländer. Nach dem Lebensalter waren 57 Einwohner unter 18 Jahren, 201 zwischen 18 und 49, 102 zwischen 50 und 64 und 90 Einwohner waren älter. Die Einwohner lebten in 165 Haushalten. Davon waren 39 Singlehaushalte, 48 Paare ohne Kinder und 60 Paare mit Kindern, sowie 15 Alleinerziehende und 3 Wohngemeinschaften. In 33 Haushalten lebten ausschließlich Senioren und in 99 Haushaltungen lebten keine Senioren.

### Einwohnerentwicklung
| • 1806: | 507 Einwohner, 100 Häuser           |
| • 1829: | 529 Einwohner, 101 Häuser           |
| • 1867: | 537 Einwohner, 99 bewohnte Gebäude  |
| • 1875: | 533 Einwohner, 101 bewohnte Gebäude |

| Köddingen: Einwohnerzahlen von 1791 bis 2018 | Köddingen: Einwohnerzahlen von 1791 bis 2018 | Köddingen: Einwohnerzahlen von 1791 bis 2018 | Köddingen: Einwohnerzahlen von 1791 bis 2018 | Köddingen: Einwohnerzahlen von 1791 bis 2018 |
| --- | -------------------------------------------- | -------------------------------------------- | -------------------------------------------- | -------------------------------------------- |
| Jahr |                                              |                                              |                                              | Einwohner                                    |
| 1791 | 1791                                         |                                              | 451                                          | 451                                          |
| 1800 | 1800                                         |                                              | 466                                          | 466                                          |
| 1806 | 1806                                         |                                              | 507                                          | 507                                          |
| 1829 | 1829                                         |                                              | 529                                          | 529                                          |
| 1834 | 1834                                         |                                              | 585                                          | 585                                          |
| 1840 | 1840                                         |                                              | 558                                          | 558                                          |
| 1846 | 1846                                         |                                              | 580                                          | 580                                          |
| 1852 | 1852                                         |                                              | 583                                          | 583                                          |
| 1858 | 1858                                         |                                              | 586                                          | 586                                          |
| 1864 | 1864                                         |                                              | 556                                          | 556                                          |
| 1871 | 1871                                         |                                              | 501                                          | 501                                          |
| 1875 | 1875                                         |                                              | 533                                          | 533                                          |
| 1885 | 1885                                         |                                              | 547                                          | 547                                          |
| 1895 | 1895                                         |                                              | 483                                          | 483                                          |
| 1905 | 1905                                         |                                              | 509                                          | 509                                          |
| 1910 | 1910                                         |                                              | 492                                          | 492                                          |
| 1925 | 1925                                         |                                              | 487                                          | 487                                          |
| 1939 | 1939                                         |                                              | 480                                          | 480                                          |
| 1946 | 1946                                         |                                              | 650                                          | 650                                          |
| 1950 | 1950                                         |                                              | 556                                          | 556                                          |
| 1956 | 1956                                         |                                              | 455                                          | 455                                          |
| 1961 | 1961                                         |                                              | 434                                          | 434                                          |
| 1967 | 1967                                         |                                              | 404                                          | 404                                          |
| 1970 | 1970                                         |                                              | 417                                          | 417                                          |
| 1980 | 1980                                         |                                              | ?                                            | ?                                            |
| 1990 | 1990                                         |                                              | ?                                            | ?                                            |
| 2000 | 2000                                         |                                              | ?                                            | ?                                            |
| 2011 | 2011                                         |                                              | 405                                          | 405                                          |
| 2018 | 2018                                         |                                              | 378                                          | 378                                          |
| Datenquelle: Historisches Gemeindeverzeichnis für Hessen: Die Bevölkerung der Gemeinden 1834 bis 1967. Wiesbaden: Hessisches Statistisches Landesamt, 1968. Weitere Quellen: LAGIS; 1791; 1800; Gemeinde Feldatal; Zensus 2011 |                                              |                                              |                                              |                                              |

### Historische Religionszugehörigkeit
| • 1829: | 528 evangelische, ein katholischer Einwohner                         |
| • 1961: | 388 evangelische (= 89,40 %) und 42 katholische (= 9,68 %) Einwohner |

## Vereine
Im Ort gibt es folgende Vereine:
- Deutsches Rotes Kreuz – Ortsverband Köddingen
- Freiwillige Feuerwehr Köddingen
- Heimatverein Köddingen
- Jugendgruppe Köddingen
- Obst- und Gartenbauverein Köddingen
- Schützen- und Sportverein Stumpertenrod/Köddingen
- Singkreis Köddingen

## Verkehr
- Durch den Ort führt die Landesstraße 3326.
- Den öffentlichen Personennahverkehr stellt die Buslinie VB-77 der Verkehrsgesellschaft Oberhessen her.